# Цаншань
Цанша́нь (кит. упр. 仓山, пиньинь Cāngshān) — район городского подчинения городского округа Фучжоу провинции Фуцзянь (КНР).

## История
Исторически эти места были частью уезда Хоугуань, который был в 1913 году объединён с уездом Миньсянь в уезд Миньхоу.
В 1946 году гоминьдановскими властями был официально создан город Фучжоу, а в этих местах были образованы районы Цаншань и Шуйшан (水上区), которые сохранились и после установления здесь власти коммунистов. В 1956 году район Шуйшан был присоединён к району Цаншань. В 1968 году район Цаншань был переименован в Чаоян (朝阳区), но в 1978 году ему было возвращено прежнее название.

## Административное деление
Район делится на 8 уличных комитетов и 5 посёлков.